# 小谷太郎
小谷 太郎（こたに たろう、1967年（昭和42年） - ）は、日本のサイエンスライター、大学教員。神奈川大学非常勤講師。

## 来歴
東京都生まれ。東京大学理学部物理学科卒。博士（理学）。理化学研究所、NASAゴダード宇宙飛行センター、東工大などの研究員を経て著述活動を開始。平塚市在住。

## 著作
- 『宇宙の不思議』ナツメ社、2007年2月。ISBN 4-816-34202-8。
- 『宇宙で一番美しい周期表入門』青春出版社、2007年12月4日。ISBN 4-413-04187-9。
- 『単位と定数のはなし』ナツメ社、2008年7月18日。
- 『宇宙一わかりやすい相対性理論』すばる舎、2009年3月13日。
- 『宇宙の謎が手に取るようにわかる本』中経出版、2012年9月7日。
- 『物理学、まだこんなに謎がある』ベレ出版、2012年4月13日。
- 『サイエンスジョーク』亜紀書房、2013年3月22日。
- 『私立時計ヶ丘高校タイムトラベル部』中経出版、2013年3月22日。

ほか。